# Calcio Femminile Jolly Cutispoti Catania 1979
Questa voce raccoglie le informazioni riguardanti la Jolly Cutispoti Catania nelle competizioni ufficiali della stagione 1979.

## Rosa
Rosa.
| N. |                      | Ruolo | Calciatore         |
| -- | -------------------- | ----- | ------------------ |
|    | Italia (bandiera)    | P     | Mariella Virgilio  |
|    | Italia (bandiera)    | P     | Pina Loritto       |
|    | Italia (bandiera)    | D     | Maria Caruso       |
|    | Italia (bandiera)    | D     | Carmen Summa       |
|    | Italia (bandiera)    | D     | Rita Pedrali       |
|    | Italia (bandiera)    | D     | Anna Maria Bernabè |
|    | Italia (bandiera)    | D     | Silvana Parisi     |
|    | Danimarca (bandiera) | D     | Lone Nilsson       |
|    | Italia (bandiera)    | C     | Rosa Belviso       |
|    | Italia (bandiera)    | C     | Adriana Musumeci   |

| N. |                   | Ruolo | Calciatore         |
| -- | ----------------- | ----- | ------------------ |
|    | Italia (bandiera) | C     | Teresa Lonero      |
|    | Italia (bandiera) | C     | Mimma Greco        |
|    | Italia (bandiera) | C     | Paola Cardia       |
|    | Italia (bandiera) | C     | Maria Carrubba     |
|    | Italia (bandiera) | C     | Marinella Macaolo  |
|    | Italia (bandiera) | A     | Sandra Pierazzuoli |
|    | Italia (bandiera) | A     | Maria Morace       |
|    | Italia (bandiera) | A     | Liliana Mammina    |
|    | Scozia (bandiera) | A     | Rose Reilly        |
|    | Italia (bandiera) | A     | Nadia Coci         |

## Staff tecnico
- Allenatore: Saro Coci
- Direttore tecnico: Giovanni Prevosti